# Drac de tres caps de Sant Pere de Ribes
El Drac de tres caps és un drac tricèfal del bestiari festiu de Sant Pere de Ribes construït l'any 1972 sobre cartró. El disseny va anar a càrrec de Lola Anglada inspirada en un relat de Pere Carbonell i Grau sobre un drac de tres caps i va ser construït als tallers El Ingenio de Barcelona. La peça va tenir un cost de 100.000 pessetes i va ser finançat majoritàriament per l'aportació desinteressada dels veïns i una tercera part per l'Ajuntament de Ribes amb l'excedent de les festes majors anteriors.; la recaptació popular va ser duta a terme per la Comissió de Festes, amb el paper destacat de Josep Maria Ramos, Joan Baqués i Alsina i Pere Carbonell.
Es va estrenar per la Festa Major de Sant Pau de 1972. L'any 1991 fou substituït per una còpia en fibra de vidre realitzada pel terrassenc Ignasi Ros, sota l'impuls del regidor de Cultura del moment, Jordi Mestre. L'original de cartró està exposat de manera permanent a la biblioteca Manuel de Pedrolo de Sant Pere de Ribes. Tenia com a antecedent un drac de cartró que datava de 1915 i que els rosegadors van malmetre a la dècada dels 50 del segle xx.

## Drac Vell
El Drac Vell de Ribes és el primer drac documentat de la vila i és el predecessor del Drac de tres caps de 1972. Va ser regalat per l'alcalde ribetà Josep Puig i Miret al redós de Sant Josep i Sant Pere. Era de menors dimensions i escopia menys foc que els seus dracs successors i només requeria un portador. Va desfilar per la vila de manera intermitent des de 1915 i fins al 1959, i era reclòs gran part de l'any a Can Puig. Va ser restaurat durant la dècada de 1940, moment en el qual la bèstia reprengué les seves sortides després d'una llarga temporada parada. El drac es va anar deteriorant per l'acció de les rates i el foc fins a la seva desaparició a les acaballes de la dècada de 1950.